# Luigi Rachel
Luigi Rachel o anche Gigi Rachel (Cagliari, 26 gennaio 1879 – Cagliari, 3 maggio 1949) è stato un compositore italiano.

## Biografia
La famiglia di Rachel era di origine francese, il cui nome originale era Rachelle. Nipote di Giuseppe Rachel, il suo padrino era Luigi Canepa. Luigi Rachel ha imparato a suonare il pianoforte, il violoncello, il violino e il flauto. Nell'esercito ha suonato nella banda dell'86º reggimento di fanteria. All'età di 24 anni si trasferì a Sfax e poi a Tunisi.
Luigi Rachel fu il primo musicista ad ispirarsi alla musica tradizionale sarda, che sviluppò nella sua forma originale. È uno dei pochi musicisti che ha dato un impulso significativo alla ricerca e alla valorizzazione del patrimonio etnico e musicale dell'isola.
Rachel compose anche brani di ampio respiro sinfonico e si esibì nei maggiori teatri d'Europa, ottenendo riconoscimenti ovunque. Dal 1903 al 1907 diresse il Teatro Comunale di Tunisi. Nel 1909 sposò Ottavia Secci. Tornato in Sardegna dopo anni di viaggi, aprì un negozio di strumenti musicali e si dedicò principalmente alla sua passione, la musica.
Nel 1931 vinse il concorso nazionale indetto dal Giornale della Domenica per la più bella canzone italiana (Canzone a stornello) al pari del musicista romano di origine sarda Ennio Porrino (1910-1959; Traccas). Ha composto opere per sei voci miste: Canzoni ‘e tracca, Tristu passirillanti, Coru t’hait bintu amore, Anninnia casteddaia, Canzone a ballu e Mutos nuorese. Compose anche opere per formazioni strumentali: Lo strazio di Cagliari (triste intermezzo per pianoforte), Confidenze alla luna (Notturno per violino, violoncello e pianoforte) e una Berceuse per pianoforte e violino. Ha inoltre composto opere sinfoniche: Suite sarda (preludio, canto, danza sarda), Il Golfo degli Angeli (poema orchestrale) e Sardegna (visione lirica sinfonica).
A lui è intitolata la Scuola Civica di Musica Luigi Rachele nell'ex convento dei cappuccini nel comune di Quartu Sant'Elena.

## Composizioni
- Opere per coro a sei voci miste: Canzoni ‘e tracca, Tristu passirillanti, Coru t’hait bintu amore, Anninnia casteddaia, Canzone a ballu, Mutos nuorese
- Opere per formazioni strumentali: Lo strazio di Cagliari-Intermezzo triste per pianoforte, Confidenze alla luna- Notturno per violino, violoncello e pianoforte, Berceuse per pianoforte e violino
- Opere sinfoniche: Suite sarda – Preludio, Canzone, Ballo sardo; Il Golfo degli Angeli – Poema orchestrale; Sardegna – Visione lirico sinfonica